# Bösenbrunn
Bösenbrunn è un comune di 1 073 abitanti della Sassonia, in Germania.
Appartiene al circondario (Landkreis) del Vogtland (targa V) ed è parte della comunità amministrativa (Verwaltungsgemeinschaft) di Oelsnitz.